# Pyrgomorphella arachidis
Pyrgomorphella arachidis is een rechtvleugelig insect uit de familie Pyrgomorphidae. De wetenschappelijke naam van deze soort is voor het eerst geldig gepubliceerd in 1951 door Dirsh.